# 刘松金
刘松金（1935年—），男，山东泰安人，中华人民共和国政治人物，曾任中华人民共和国交通部副部长，第八、九届全国政协委员。